# 4351 Нобухіса
4351 Нобухіса (4351 Nobuhisa) — астероїд головного поясу, відкритий 28 жовтня 1989 року.
Названо на честь Нобухіса (яп. のぶひさ(信久) нобухіса)